# Come te nessuno mai (Elisa)
Come te nessuno mai è un singolo della cantante Italiana Elisa, pubblicato il 16 dicembre 2022 come quinto estratto dall'undicesimo album in studio Ritorno al futuro/Back to the Future.

## Descrizione
Il brano è stato scritto dalla stessa Elisa con Tropico, con la produzione del marito della cantante Andrea Rigonat e gli arrangiamenti del compositore statunitense Patrick Warren. Elisa ha raccontato il significato e il processo di composizione del brano, ispirato alle musiche di Angelo Badalamenti per la colonna sonora di Twin Peaks:
(Elisa Toffoli)

## Accoglienza
Cecilia Uzzo di TV Sorrisi e Canzoni rimane piacevolmente compita dalla vocalità di Elisa che «accompagna nell’analisi più profonda delle tante sfumature emotive» del brano, trovando la produzione associabile ad «un gioco di elettronica e riff di basso» in grado di trasportare l'ascoltatore «in un’atmosfera senza tempo». Anche Daniela Secli di Fanpage.it si sofferma sul significato del brano, trovando che «scava nell'intimità dell'amore».
All Music Italia associa il brano ad un «taglia e cuci emotivo» che porta «l'espressività vocale di Elisa a livelli altissimi, regalandone meravigliose sfumature emotive». Sky TG24 definisce il brano «uno dei pezzi più iconici dell'album».

## Tracce
Testi e musiche di Elisa Toffoli, Andrea Rigonat e Davide Petrella.
1. Come te nessuno mai – 4:46